# Nathalie Eklund (Radsportlerin)
Nathalie Eklund (* 28. Mai 1991 in Stockholm) ist eine schwedische Radrennfahrerin.

## Sportlicher Werdegang
Zum Ausdauersport kam Eklund erst im Alter von 26 Jahren, 2017 begann sie zunächst mit dem Triathlon. Nach Problemen mit wiederkehrenden Laufverletzungen entschied sich Eklund, dem Radsport zuzuwenden, und trat im Sommer 2018 dem Radsportverein Stockholm CK bei. 2019 stand sie bereits im Straßenrennen und Einzelzeitfahren auf dem Podium der nationalen Meisterschaften, ein Jahr später sicherte sie sich im Straßenrennen ihren ersten nationalen Titel.
2021 wurde Eklund Mitglied im niederländischen UCI Women’s Continental Team GT Krush Tunap Pro Cycling. Nach dem Titel im Straßenrennen im Vorjahr wurde sie schwedische Meisterin im Einzelzeitfahren. Zur Folgesaison wechselte sie zum spanischen Massi-Tactic Women Team. 2022 gewann sie zunächst alle vier Etappen und die Gesamtwertung der Portugal-Rundfahrt für Frauen, die nicht Teil des Rennkalenders der UCI ist. Ihre ersten Siege bei einem UCI-Rennen erzielte sie mit der Nationalmannschaft bei der Tour of Uppsala, bei der sie die letzte Etappe gewann und sich damit auch den Sieg in der Gesamtwertung sicherte. Zudem verteidigte sie erfolgreich den nationalen Titel im Einzelzeitfahren.
Nach ihren Erfolgen erhielt Eklund zur Saison 2023 einen Vertrag beim UCI Women’s WorldTeam Israel Premier Tech Roland. In den Zwei Jahren im Team blieb sie international ohne nennenswerte Ergebnisse, so dass ihr Vertrag nicht verlängert wurde. Ab der Saison 2025 wandte sich Eklund dem Gravelrennen zu.

## Erfolge
2020
- Schwedische Meisterin – Straßenrennen

2021
- Schwedische Meisterin – Einzelzeitfahren

2022
- Schwedische Meisterin – Einzelzeitfahren
- Gesamtwertung und eine Etappe Tour of Uppsala